# Trung Hoa đại tự điển
Trung Hoa Đại Tự điển ({giản thể: 中华大字典; phồn thể: 中華大字典; bính âm: Zhōnghuá dà zìdiǎn; Wade–Giles: Chung-hua ta tzu-tien) là một từ điển tiếng Hoa về các ký tự chữ Hán được xuất bản vào năm 1915. Chủ biên của từ điển này là Từ Nguyên Cáo (徐元誥), Lục Phí Quỳ (陆費逵/陆费逵) và Âu Dương Phổ Tồn (歐陽溥存/欧阳溥存). Từ điển này được biên soạn dựa trên bộ Khang Hy tự điển và các chữ Hán được sắp xếp theo 214 bộ thủ. Trung Hoa Đại Tự điển chứa hơn 48 nghìn mục từ cho mỗi chữ Hán, bao gồm nhiều chữ Hán mới được phát sinh sau khi Khang Hy Tự điển ra đời.
Mỗi mục từ chữ Hán bao gồm cách phiên thiết lấy từ từ điển Tập vận, cách phát âm hiện đại cùng với những từ đồng âm khác nghĩa thông dụng, những nghĩa khác nhau của (có thể lên tới 40 nghĩa), điển chú, và một từ ghép gồm 2 chữ Hán trong đó có sử dụng chữ Hán trong mục từ đó. Teng và Biggerstaff (1971:131) nhận xét rằng Trung Hoa Đại Tự điển "rất toàn diện, bao quát và được biên soạn rất cẩn thận", tuy nhiên họ cũng chỉ ra một số điểm yếu của nó. Danh mục các chữ Hán, vốn được sắp xếp theo số nét chữ, có thể rất bất tiện khi tra cứu (ví dụ như có đến 2189 chữ Hán có dưới 9 nét chữ). The margins do not have characters để giúp tìm kiếm mục từ dựa theo bộ thủ. The two-character phrases may be listed under either component.